# Portal de Vall
El Portal de Vall és una obra de Montornès de Segarra (Segarra) inclosa a l'Inventari del Patrimoni Arquitectònic de Catalunya.

## Descripció
Aquest portal està situat dins del nucli urbà de la vila i dona origen al C/ de Vall, i seria un dels principals accessos a la seva vila closa d'origen medieval, que conduïa al conjunt monumental de la part alta, format per l'església i el castell. Es tracta d'un pas cobert delimitat per dos portals tot aprofitant els baixos dels habitatges. El portal exterior del pas, ha estat restaurat, i presenta una estructura adovellada amb pedres desbastades formant un portal d'arc de mig punt. Clou el pas cobert un portal interior d'arc de mig punt, emprant el mateix sistema constructiu que el portal exterior del pas però mostra un treball més primitiu. El pas interior està cobert mitjançant un entramat de fusta.

## Història
La vila de Montornès de Segarra, es desenvolupa a partir d'una estructura urbanística medieval, mitjançant un clos emmurallat. L'accés a l'interior de la vila es feia a partir de portals.